# 蔡振南
蔡振南（1954年7月26日—），台灣男演員、歌手、詞曲作家，愛莉亞唱片創辦人兼董事長，三金（金馬獎、金曲獎、金鐘獎）得主。

## 生平

### 早年生活
蔡振南自幼家貧，他回憶，從小父親靠白天拾荒及晚上種田養活一家，而父親外出所帶便當不是清一色白飯，就是頂多加一粒鵝蛋，有時兩截甘蔗就當一餐吃。
小學畢業後，13歲的蔡振南開始到台北四處打零工謀生，嘗試做過道士、歌仔戲演員、布袋戲藝師、魔術師、玻璃工人、布店店員、電鍍工人、百貨店員及飯店服務生等。直到16歲，蔡振南仍未找到喜歡的工作，卻突然收到家中打來「母病危，見報速回」的電報。蔡振南連夜趕回嘉義，母親卻已去世，他深受打擊，兩度昏迷，休養許久才復原。
蔡振南隨後留在嘉義從事百貨工作，不久又再度放棄，蔡父因此把他帶到豐原一家馬達工廠當學徒，但蔡振南卻在工作中聽到左近傳來的那卡西吉他聲，他深受吸引，腦海立刻閃過一個念頭：「原來，這就是我要做的，我的興趣就是做這個嘛。」於是蔡振南在馬達工廠存錢買吉他自學，也在18歲那年等到加入歌舞團的機會，便瞞著父親偷偷辭去學徒工作，加入歌舞團擔任吉他手。
在歌舞團一年多的日子，蔡振南跑遍全台各地，後來所屬歌舞團被迫解散。蔡振南輾轉到大哥經營的帽子工廠做臨時工。蔡振南在該工廠結識一位農家女孩，兩人很快訂婚，訂婚後蔡振南轉到南屯岳父家開設帽子廠工作，直到被徵召服兵役。但因為他在體檢中被判定體重過輕，只有44公斤，所以只服兵役29天即除役。
蔡振南除役後，回到帽子工廠上班並結婚，並標了幾個互助會，從岳父手中接過帽子工廠，還轉做外銷皮包。工廠經營穩定後，蔡振南開始嘗試寫歌，甚至買了一台電子琴。26歲那年，蔡振南終於在不斷摸索及塗塗改改下，完成處女作國語歌曲〈你不愛我我愛你〉。他說寫第一首歌之前，聽電台放歌常會不喜歡某一節，覺得應該要這樣寫才對，「後來就自己寫一條歌出來。」

### 早期演藝事業

#### 處女作被禁唱
1979年蔡振南陸續寫了6首國語歌，且經過其大甲友人林秋標介紹，被歌城唱片公司看上〈你不愛我我愛你〉、〈阿斗阿斗〉、〈敲窗〉、〈又是夕陽紅〉、〈秋之戀〉等5首，再找來女歌手云一依演唱，反應不錯，尤其〈你不愛我我愛你〉很受歡迎。未料當時新聞局宣布〈你不愛我我愛你〉禁唱，導致專輯很快就下市。原來當時正逢美國與中華民國斷交，行政院新聞局指出〈你不愛我我愛你〉歌詞意含諷刺，認為「既然人家不愛你，你為什麼還要愛人家？」此次事件讓蔡振南深感挫折與不平，足有2年未再寫歌。
28歲那年，蔡振南決定投入台語歌寫作，替當時僅有日治時期留下的歌謠再創作出新的聲音。1982年他寫的第一首台語歌就是成名曲〈心事誰人知〉

#### 台語歌創作走紅
寫完歌曲後，蔡振南試著把歌送給唱片公司發行，但當時台語沒有市場，連找5家唱片公司都興趣缺缺，甚至第6家公司要求倒貼樂隊錢才幫忙錄製，蔡振南一氣之下，在1982年拿出工廠積蓄，在台中開設唱片公司「愛莉亞唱片」，著手一連串錄音、製作工作。蔡振南找歌手的過程也不順遂，曾在西餐廳遇到樂隊對其作品不屑一顧，直接丟掉，「我眼前的舞台很亮，我就看到一張紙（飄著）掉在地上，那一幕到現在還是很深刻。」
後來蔡振南聘請在台中當地西餐廳駐唱的沈文程演唱〈心事誰人知〉，不過蔡跟沈文程說，如果〈心事誰人知〉唱紅了我們才簽約，「我用既有的力量捧到你紅。」後來蔡難掩開心形容：「（今天）下午出貨，明天就紅了。」〈心事誰人知〉造成市場轟動，傳唱全國各地，因為卡帶很快斷貨，中、小盤商排隊等待工廠不斷加工出貨，連包裝都來不及就賣。3個月後，蔡振南再寫出市場反應也不錯的〈漂泊的七逃人〉。
連著兩張專輯轟動、賣錢，不到30歲的蔡振南很快擁有公司車及進口座車。但蔡父在〈心事誰人知〉專輯快出版前就因氣喘及肺炎過世。蔡父原本堅持認為「做戲無情」，一再反對蔡振南做音樂，但臨終前終於放棄多年來堅持；只要蔡振南堅守「不可誤人子弟」原則，對蔡是莫大的鼓舞及動力。
此後兩年，蔡振南又延續「江湖兄弟」主題，陸續出版3張專輯，寫下〈為何心糟糟〉、〈不應該〉、〈展笑容〉、〈流星我問你〉及〈何必為著伊〉等依然暢銷的主打歌曲。其中幾首歌還成為布袋戲連續劇人物代表曲，經常在電視播放。
當時因為愛莉亞發行的唱片大賣，盜版非常猖狂，蔡振南大為光火、要自己抓盜版。南部盜版工廠知道後，組成自救會，派代表跟蔡振南商談。盜版商跟蔡振南表示：「如果不盜你的唱片，沒辦法養家人。」蔡振南反倒跟盜版商說，從發行第一天算起3個月，「你們不要盜版；過了3個月，我不要做，你們做。」

#### 展露歌唱才華
1986年，蔡振南開始自唱歌曲，是因與其有姻親關係的胡台麗深受蔡振南歌聲撼動，介紹蔡給當時正為舞劇「我的鄉愁，我的歌」選曲尋找聲音的張照堂、林懷民。蔡振南因此錄下張照堂選出的〈心事誰人知〉、〈菸酒歌〉、〈不應該〉、〈勸世歌〉、〈一隻鳥仔〉及〈港邊惜別〉6首歌。這6首並與陳達的〈恆春調〉共同製成專輯「鄉愁之歌」。
同年，林懷民「我的鄉愁，我的歌」在板橋台北縣立文化中心舉行首演。演出前，蔡振南總為「自己的歌只清唱沒有伴奏很委屈」、「難道雲門請不起樂隊？」有所顧忌。但林懷民告訴他，他在舞作中清唱「心事誰人知」才能突出他的歌聲特質，否則去買卷錄音帶播播就可以，何必請他。當晚，包括侯孝賢、吳念真等藝文人士，都對蔡的歌聲留下深刻印象，才知道蔡這個人，專輯「鄉愁之歌」也熱播一時，是他以歌者身分打入人心的開始。蔡振南自己則形容，那些歌獨立出來聽覺得不好聽，但跟舞結合會覺得很感動。
不過蔡振南生涯初期一直不愛獻聲，後來胡台麗又透過影像工作者李道明介紹，與滾石唱片公司商談出版蔡振南專輯可能性。但滾石有意願，蔡振南卻害怕失敗，擔心已背負詞曲創作者、老師、唱片監製及老闆等榮耀，當歌手一旦失利，將讓學生笑話，拖垮成就，因此婉拒出唱片。
蔡振南描述年輕時的慘痛經驗，讓他一直對唱歌沒有信心。原來蔡振南16歲時參加台中豐原一間廟辦的歌唱比賽，裁判以按喇叭淘汰認為唱不好的人，他以為可以撐很久，想不到才哼一聲「啊～～～」，就被按喇叭淘汰了，「那次傷害很大，就不唱歌了。」後來蔡振南演唱《多桑》主題曲〈流浪之歌〉，也是吳念真動之以情，蔡才願意唱。直到歌唱作品取得成果，蔡振南才承認其實可以唱歌。
蔡振南曾說，他年輕透過仿效歌仔戲與布袋戲的訓練方式，吸入從前用來粉刷牆面的石灰，破壞喉嚨。開喉後，再準備一個很大的水缸，裝三分水，頭壓下去找共鳴音（ㄤ、ㄣ、ㄨㄥ等）。所以蔡振南聲音沙啞，可以唱高唱低。他曾形容自己的歌聲「像扁鑽在磨玻璃，扁鑽生鏽了磨更好聽。」

#### 首次在電影亮相
1988年，侯孝賢電影工作室邀蔡振南為即將開拍的《悲情城市》寫歌，蔡振南很快完成〈悲情的運命〉。侯孝賢更堅持力邀蔡振南在電影中獻唱。（該幕為陳松勇飾演的林家大哥林文雄，嫌惡蔡振南飾演的樂師演唱以二胡伴奏的〈悲情的運命〉，像在唱衰他，怒把二胡摔爛。）蔡也因拍攝《悲情城市》，有機會拜入北管戲曲大師潘玉嬌門下。蔡也陸續在《少年吔，安啦！》及《戲夢人生》中客串演出。

### 變調人生
蔡振南把全副心思放在唱片公司，已不太關心帽子廠，全部丟給妻子、小姨等經營。且白天總是在睡覺，加上唱片公司成立歌唱訓練班，為了讓準歌星有歌唱，蔡振南更埋頭寫歌，終因疏於照顧妻兒，引發家庭風波，步上離婚，甚至帽子廠也轉讓，蔡振南為此消沈好一陣子。
不過，1987年，蔡振南還是陸續完成〈免悲哀〉、〈心內話〉還有生動刻畫當時全民瘋「大家樂」的〈什麼樂〉等歌曲。而蔡振南本身就是個忠實「樂」迷，不簽則已，一簽上百萬，甚至「大家樂」最後一期，孤注一擲簽了500多萬元。蔡也說〈什麼樂〉差不多一個鐘頭就寫好了。
1987年，沈文程決定背棄合約離開愛莉亞唱片，蔡振南於是另外與蔡秋鳳簽下合約。（1991年，蔡振南在蔡秋鳳也離開愛莉亞唱片後將該公司結束營業。）同年，〈什麼樂〉加上蔡振南將一首未發表過的國語歌改寫成台語歌〈想起彼當時〉，愛莉亞唱片推出蔡秋鳳第一張專輯，很快傳出佳績。但專輯熱賣，蔡振南因賭很快輸掉收入。於是蔡振南找了自己的大哥及朋友投資愛莉亞。合股後雖交由蔡振南全權管理，但仍未改變蔡對公司的觀念，他與公司不分帳，未分割支出費用，蔡也從未清楚公司及自己的財務狀況。也因蔡嗜賭，帳更分不清。
愛莉亞唱片合股後，在台中市文心路四段租賃一幢五層公寓，一樓作為辦公及工作室使用，蔡振南與孩子住在樓上，一部份則供學員及來往友人歇憩。工作室有人專門管理、清掃、負責會計，就連蔡振南及幾個孩子的起居都有人打理。蔡所供吃供住，日日高朋滿座，有學員，也有根本無所事事的閒人窩著，久而久之，成為龍蛇雜處之地。蔡振南又埋頭寫歌，任由自行進出，從不分心在人群上，於是友又引友，在工作室抽菸、打牌甚至吸毒，替蔡振南種下日後禍因。
除了北上錄音及唱片公司打歌，蔡振南日以繼夜地創作，要求自我超越，少有休息。加上蔡振南重品質及只願捧一人原則下（沈文程、陳雷、蔡秋鳳），不願為了擴大公司營利機會加簽歌星或增加專輯出版次數，逐漸與股東產生歧見。原就患有精神焦慮症的蔡振南承受壓力愈大，已到無法正常進食、睡眠的地步，常三天才闔眼。也因24小時在錄音室不間斷聽喇叭及耳機，久了造成蔡振南一直患有耳鳴，耳鳴比講話聲音還大，雙耳只剩4成聽力；往後拍戲時，需靠注意對方的眼神及唇語，完成對話。
蔡振南埋首於創作，與外界隔絕，其老師北管戲曲大師潘玉嬌（約1989年左右拜師）聯絡不上蔡，到他家一探究竟，竟發現蔡振南「損耗得不成人樣」，問蔡：「不寫歌，難道不行？」蔡振南說，不寫歌，他的人生就沒意義。但蔡振南仍陸續完成〈金包銀〉（1990年）及〈爛田準路〉（1990年）等暢銷歌曲。

### 吸毒入獄
拍完電影《多桑》後，1995年1月，蔡振南召開記者會表示，自己因吸食海洛因遭判處有期徒刑3年4個月定讞。蔡是在1991年左右，拍攝《少年吔，安啦！》後開始碰「四號（海洛因）」。
蔡振南解釋，因事業及感情遭遇極大挫折，面對全盤皆輸的局面，淪落到3個孩子必須寄養給別人，還有祖先牌位都沒地方放，最慘的時候，身邊沒有半個人，讓他對生命不再抱有希望，原本就長期焦慮及患有憂鬱症的蔡振南說：「我那時想死了算了，這條路再走已沒意義，選擇用海洛英來毀滅自己。」、「吸毒其實根本不會有飄飄欲仙的感覺，我只是吸了之後可以睡覺。」

#### 事業感情瓶頸導致染毒
蔡振南曾解釋誤入歧途是積累而成，他指出，寫出〈心事誰人知〉等大紅歌曲後，在事業頂峰卻漸覺「高處不勝寒」，「一直沒有辦法再突破，陷入不由自主的焦慮。」於是蔡振南菸愈抽愈多，睡眠愈來愈少，脾氣愈來愈焦躁，家庭也開始出現危機，導致他只有一個念頭：逃！於是在朋友引介下，買了第一包海洛英嘗試。但吸毒一個月後，蔡振南不僅未從壓力中解脫，而是全身常突冒冷汗，他發現海洛英已蠶食他的體力、精神，但已上癮，無法回頭。「當年紅遍南北的蔡振南，此時在毒癮與現實生活壓力下，早已不成個人了。」
蔡振南在1992年參與拍攝侯孝賢導演《戲夢人生》，即曾為了毒癮，想辦法託人回台為他取藥。
侯孝賢獲知蔡振南情形後，也轉告吳念真，兩人遂決定「一定要救蔡振南」。蔡也回憶，最糟的一次經驗是，吸食海洛英後，昏昏沈沈坐在窗口，存心讓自己掉出去摔死。吳念真隨即把他從台中拉上台北，要他為電影《多桑》排戲，讓蔡藉此與吸毒環境斷絕。雖然蔡振南已決心為了順利演出《多桑》戒毒，但蔡仍有毒癮。如愛莉亞唱片公司收掉後，侯孝賢曾為協助蔡振南免於被債主追債，幫他籌了500萬元，但蔡沒有拿去還債，而拿去買毒。
終於在1993年2月間，一次回台中與其吳姓徒弟在家裡吸毒，被人密告，當場被警察逮獲，那時是「多桑」開拍前3星期。但經侯孝賢、吳念真奔走交涉，蔡振南獲保釋，《多桑》製作公司長澍和發行公司龍祥也同意不換角，蔡因此得在訴訟期間繼續拍攝《多桑》。

#### 拍《多桑》時毒癮纏身
蔡振南個性好勝，決心自行戒毒，不肯去醫院，甚至買一顆20000元的戒毒「解藥」吃，導致吳念真執導《多桑》壓力相當大。吳念真不能讓工作人員知道蔡振南的情況，一看到蔡額頭冒汗，快撐不住，就找藉口喊停，蔡甚至曾痛苦到拚命撞牆，只好吃安眠藥入睡，拍攝期間也瘦得不成人形，憑毅力演完《多桑》。吳念真記得《多桑》殺青當日，蔡振南眼眶發黑，搖搖欲墜，吳要帶蔡去醫院，蔡仍舊拒絕：「如果一個男子漢不能自己解決問題，就不叫男子漢了。」
蔡振南也描述拍《多桑》時強忍毒癮折磨：「每每在夜深人靜，毒癮發作，腸胃翻騰，全身冒冷汗，痛苦難耐時，真想乾脆放棄戒毒算了，但是，想到親朋好友的激勵，與三個幼子，我只好以頭猛撞牆壁、雙手胡亂抓臉的自虐方式來減輕痛苦，至今想起來，仍餘悸猶存。」
蔡振南表示，當時戒毒逐漸有成效，但在《多桑》殺青前三週，他在片場忍不住癮頭，又怕耽誤拍片進度，偷偷躲至一旁解癮，管區警員當場將他逮捕，以吸毒罪論處。備受打擊之下，他再度選擇海洛英麻醉自己，再度上癮，加上《多桑》已殺青，事業、生活壓力接踵而來，還要跑法院，面對即將入獄的壓力，他更焦慮，「我吸食海洛英的量，更較以前多，甚至較未戒毒前，多出好幾倍。」

#### 吳念真侯孝賢不斷相救
直至喝《多桑》殺青酒，蔡振南臉色發青，已5天沒睡，語無倫次，吳念真大醉後下定決心，打電話半哭半勸，求蔡振南去醫院，蔡終於答應入院，結果前述「解藥」化驗後竟含有海洛英。蔡振南自己也說，所幸好友吳念真、侯孝賢強押著他到台北市立療養院接受治療。「為了自己，為了別人，更為了向別人證明我的效力，我下定決心，這次一定要徹底擊垮它。有了自己戒毒的痛苦經驗，在北市療養院治療的一個禮拜，就顯得輕鬆多了。」醫師用抵癮劑治療，讓他每天都昏昏欲睡，也就不會想到吸毒的事。
一周後蔡出院，醫師告訴他，往後社區復健過程，才是戒毒的真正開始。出院後，蔡振南積極投入工作，了解必須在入獄前賺足孩子的生活費、學費，因此絕不容再接觸毒品，「我也逐漸接受必須入獄的事實，也許那是對藝術工作者另一番不尋常的經歷。」蔡振南說，歷經朋友8個月的監督與定期回診，他未再吸毒，醫院頒給他一張「戒毒成功証明書」。
蔡形容拿到戒毒成功証明剎那，幾乎痛哭流涕突然覺得比正常人更驕傲，「歷經三年、數度刻苦銘心的經驗，這張証明還給我清白。」、「因為這一刻骨銘心的戒毒經驗，我走過來了。」蔡振南也因此強調：「我生命的第一個太陽已消失，第二個太陽正升起，我40歲後的生命是念真和侯導給的。有時夢到自己吸毒會驚醒，深怕辜負他們，我對自己說，你再吸毒，你就有夠垃圾。」
蔡振南也強調戒毒要成功周遭朋友支持相當重要，他在入獄前接受廣播節目主持人吳建恆訪問時表示：「吸毒的人戒毒時，除了自我意志力要堅強外，更需要愛和關懷的支持。」進入北市療養院後，吳念真跟侯孝賢跟蔡說：「你好好戒，阮等你。」給了他莫大的信心與力量。他也說，在接受戒毒治療時發現很多人戒毒戒不掉，「其實是因為沒有十足的信念與周遭的支持者，我因為有那麼多人的支持，才得以戒毒成功。」
1994年，他以電影作品《多桑》之演出及主要配樂演唱獲得金馬獎與塞薩洛尼基國際影展頒發獎項。1995年1月14日，蔡振南宣布春節後暫別演藝圈，並承諾：「請你們相信我，我既然改過，就絕不會再犯，希望大家不要因為這件事改變對我的看法。」並強調：「這是我欠司法的債。我罪有應得，這是我的報應。」他也說明，經朋友幫忙度過難關，上訴期間，做了電影《多桑》音樂，再拍《去年冬天》及《好男好女》兩部電影，又籌備新唱片，重拾信心和希望，一年多來沒有再碰毒品。

#### 入監前曾被通緝
同年1月26日，他在台北國際會議中心舉辦個人第一次大型演唱會《暫別》，觀眾有3000多人，歌迷與友人紛紛表達不甘、憐惜與相挺情緒，但蔡仍堅持「人前不掉淚」。出席演場會友人包括胡台麗、歌手蘇芮，吳念真擔任演場會主持人，在蔡演唱後，娓娓道來蔡的成長過程和家庭背景。蔡、吳兩人也合唱〈母親的名叫台灣〉；雲門舞集創辦人林懷民也上台獻花；侯孝賢也有出席，蔡振南形容侯是他的「救命恩人」，侯則形容蔡是個「情義深」的人，兩人並合唱〈野玫瑰〉。演唱會後，他的專輯銷售量呈直線上升。
但蔡振南被判刑後，將位於台中市戶籍遷到台北市，台中地檢署遂委託台北地檢署士林分檢署代執行及代拘提，但蔡以參加金馬獎影展和拍戲為由，一再迴避未到案執行入監。台中地檢署執行科檢察官吳萃芳遂認為蔡振南沒有到案執行誠意，於1995年2月23日發布通緝令。
蔡振南則澄清，絕非有意逃避刑期，若真有意逃避，當初就不會主動開記者會宣布因毒要服刑，記者會後也有公開活動。他解釋，主因是不懂法律，完全透過律師和法院交涉，向法院請假後未有回音，他以為要靜待法院通知，律師也叫他等，直到被通緝與朋友商量後，決定25日報到。1995年2月25日，蔡振南在吳念真等人陪同下自臺北前往臺灣臺中地方法院報到，並進入臺中監獄服刑。

#### 獄中表現
蔡振南在獄中，獲得獄方特許使用吉他以創作音樂。蔡振南也協助法務部、省新聞處拍攝「反毒」宣導短片。
在獄中蔡振南也獲得豐厚的創作靈感，因為在獄中擔任文書工作，所有受刑人的書信都必須經過他檢查，「從這些書信中，我看到了悲歡離合的人生百態，光是這些題材就讓我寫不完了。」
1995年底，台中監獄爆發受刑人集體吸毒疑案，包括蔡振南在內3名受刑人被獄方驗尿，呈現吸安非他命或海洛因陽性反應。檢方借提蔡振南，蔡堅稱未吸毒，表示可能吃感冒藥，藥中可待因成分影響檢測正確性，但蔡經測謊未過，獄方並將蔡振南尿液送法務部調查局複驗。
1996年2月4日，台中監獄舉辦懇親會，蔡振南代表受刑人致詞，他藉此澄清，後來調查局化驗結果證明他確實未吸毒，還他清白。但當下看到相關報導，心情惡劣，「幾乎是萬念俱灰。」蔡並再次強調，侯孝賢、吳念真等朋友卻沒有捨棄他，不斷給他關懷、鼓舞，也相信他一定會戒毒，「因此，我下決心把毒癮戒掉了，我是為相信我的人戒的，現在突然又傳出我吸毒的話，教我怎麼再讓人相信我一次？」
1996年5月30日，法務部認為蔡振南服刑表現良好，符合假釋規定，批准蔡的假釋聲請，服刑15個月又5天後，蔡獲准出獄，並於隨後自臺中水湳機場乘坐飛機返回臺北。

### 重返事業
蔡振南在出獄後應獄中友人心願主打演唱〈空笑夢〉，並以該曲之專輯《南歌》在1997年第八屆《金曲獎》獲得「最佳方言男演唱人獎」、「最佳唱片製作人獎」、「最佳專輯」等獎項，本專輯更是第一張同時獲得金曲獎最佳專輯、最佳製作人、最佳男歌手的專輯。
蔡振南演唱歌曲〈母親的名叫台灣〉曾被當做民進黨競選歌曲。吳念真憶及，當時他在綠色和平電台主持《台灣香火》，有一位卡車司機王文德call in，清唱了自己寫的歌〈母親的名字叫台灣〉，拜託蔡振南來唱，蔡演唱後被民進黨在各式造勢場合演唱。
後來，他更經常以黑社會角色演出於電視連續劇及電影，更持續在演藝事業上獲得獎項與肯定。
因每年大甲媽祖遶境進香活動都會經過家鄉往新港奉天宮進香，因此他逐漸成了大甲媽的信徒，並為大甲鎮瀾宮做了遶境專屬歌曲《大甲媽祖聖歌》的編曲。
2005、2006連續兩年以《南歌人生》問鼎廣播金鐘獎，2017年再以《媽媽不見了》奪下金鐘獎迷你劇集男配角獎，成為相繼吳念真之後再次獲得三金的台灣藝人。

## 創作風格
蔡振南曾說：「一篇長篇小說要感動人要上萬字，一部電影要感動人可能要2小時，但一首歌可能3分鐘你就要感動人了。」
蔡振南從小就四處漂泊、並在歌舞團見識三教九流的人生百態，讓他專注以中、下階層人物的辛酸為創作動力，「從嘉義到台北流浪那幾年，睡過車站、公園及地下道，那種流浪也是我寫歌的元素。」因此蔡振南也創作不少兄弟主題的歌，如第一首成名曲〈心事誰人知〉，即描寫蔡振南的一個朋友，因受道上兄弟牽連入獄，且刑期中遭逢祖母病故，獄方卻不准其回家奔喪而逃獄，被多判5年，出獄後患有幻想症又自卑。〈漂泊的七逃人〉則刻畫旁人對「兄弟」的真心問候、規勸，企圖在人生冷暖中傳遞一絲溫暖。
蔡振南常以杯中物做為創作泉源，如為蔡秋鳳製作發行的第二張專輯歌曲〈酒落喉〉及〈酒醉的滋味〉，都成酒店熱門歌曲。蔡振南也常到酒家應酬，三教九流都以禮相待，他常說「兄弟」與「上班小姐」都是「三不等」（有好有壞），所以不必輕視任何人。
他也因此常聽到成為創作題材的感人故事，如歌曲〈船過水無痕〉，就是一位常帶著6、7歲兒子上班的酒店小姐敘說：原來當老師的丈夫病了，太太為醫藥費只好到酒廊上班，但先生病好了，先生、婆婆卻已不相信她的清白，強迫她離婚。蔡振南說，他寫歌會「看人家的故事、找人家的故事，……好命的女孩子沒有故事，歹命的女孩子才有故事。」
蔡振南一次聽到一位酒女眼中隱隱含著淚水唱道：「怨嘆我燒酒遮gâu飲。」他對酒女自我諷刺印象深刻，回家延伸創造了〈醉抹停〉，一時酒女見到蔡振南如同遇到知音一樣。蔡也因此在「兄弟歌」後，成功再開創「風塵歌」一條路。蔡振南也說，歌手錄製唱片前，他都會跟歌手講述該首歌背後的故事及意涵。
出獄後到台北創作，也影響蔡振南的寫歌風格。他說在台中都寫一些「鹹」的歌（重口味），如江湖、風塵，「到台北發現「鹹」不下去了，因為台北比較理性。」蔡振南說也或許潮流在變化，他開始寫些較文雅的歌曲，譬如說〈花若離枝〉。
蔡振南表示，他不是詞曲分別創作，而是同時創作。他解釋，想到一句詞，其實音已經在裡面，不用再寫曲，「你一定要照那個音韻，在歌詞裡面一起走、搭配。」、「詞跟曲，曲是不成立的，詞出來以後曲自然就會出來。」

## 演戲經驗與風格
吳念真邀請蔡振南演出《多桑》中吳父的角色時，蔡振南坦承其實很怕，「因為我沒演過戲（擔綱主角），演戲對我來說太遙遠，技術都不知道。又是吳導執導的第一部戲。」但吳念真認為他演出其父的角色很適合。於是他憑藉吳念真父親的照片揣摩演出，並實際跟礦工相處，了解礦工術語、溝通語法、態度及動作等。
蔡振南指出，拍《多桑》期間最正經，做人很少那麼正經過。拍完多桑很久，行為、講話及肢體語言都很像多桑，「慢慢才恢復我活潑的本性。」吳念真提到，《多桑》中有一場戲直接拉回瑞芳巷子裡拍攝，讓多桑穿睡衣戴氧氣（罩），拖著氧氣瓶走到巷子中，「巷子裡所有人都在哭，都覺得好像看到我爸爸。」吳念真表示，蔡振南無論長相、口氣及大男人都很像他父親。
吳念真評價蔡振南演技時表示，因為蔡從未學過演戲，所以他會從他的生命、經歷裡面去感覺一個角色應該怎麼演，「直接從人去學習該角色應該有怎樣的感覺、情境，不是悲傷生氣永遠是同一副樣子。」
曾與蔡振南共同演出電視劇家有四千金的張珮瑩（小八）表示，蔡振南很少看劇本，「常被人提醒劇本看錯頁。」她說，只要讓蔡振南知道角色有什麼個性，他就會演出相應的東西，其他交由即興演出，自然最好。
在植劇場《花甲男孩轉大人》電視劇中，盧廣仲飾演鄭花甲，為蔡振南飾演角色鄭光輝的兒子。蔡振南曾經跟盧廣仲說，講話其實不是最重要的，「眼睛，一定要眼睛演戲，所有的喜怒哀樂齊聚都從眼睛表達出來。」
盧廣仲分享，蔡振南建議他：「不要做第一，要做唯一。」他的領悟是，比他會演戲的人很多，但把他最真實的感受，或是他自己擁有最真實的資料庫搬出來的時候，「我覺得我那時候的情感就是唯一。」盧廣仲本來以為劇中投入的情緒是要非常討厭爸爸，但跟蔡振南對戲後，發現蔡振南表現出對鄭花甲的父愛，盧廣仲因此修正討厭爸爸的設定，「劇本跟真實演還是有落差，因為你會接到對手的球，那你要怎麼回那個球。」
蔡振南不惜多次為戲犧牲。如拍攝「多桑」一角，因為患有矽肺病的病狀相當難揣摩，蔡振南拿了一個洗車的泡棉，泡了黑油晾乾、硬化後，再拿起來聞，「聞3秒眼淚就出來，因為沒有空氣，（聽到）肺部那種咻咻咻的聲音。」他說，因為無法供氧到腦部，差不多20秒頭就暈了。甚至到劇中多桑病情最重時，「不用給我抹濕，演戲時就已經全身冷汗。」因為真的一直喘，「其實是真的都沒有氧氣，所以頭暈臉色發白，空氣中凝聚到那一種沒有氧氣的空。」當你醞釀出那種感覺，根本不用演，講話就會抖、喘、很虛，手會抖，「你想像得到得這種病的人很痛苦。」
拍攝電影《眼淚》時，蔡振南為求被防狼噴劑噴到後，眼睛布滿血絲的逼真效果，跑到廁所用指甲摳眼球，當天拍攝了8小時，他也不斷摳眼球，結果隔天眼睛黏住了睜不開。蔡振南也為戲受過不不少傷，包括臉直朝地面倒下，造成韌帶拉傷、內臟撞傷及一排牙根碎裂。

## 影視/音樂作品

### 音樂作品

#### 錄音室專輯
| 專輯名稱                   | 發行日期       | 曲目 |
| -------------------------- | -------------- | --- |
| 《生命的太陽》             | 1995年1月20日  | 曲目 1. 生命的太陽 2. 抬頭一下看 3. 野玫瑰 4. 母親的名叫台灣 5. 一隻鳥仔哮啾啾(嘉義民謠) 6. 一直搖頭 7. 流浪天涯伴吉他 8. 最後的談判 9. 放浪人生 10. 黑暗天 11. 流浪之歌                                                                                      |
| 《南歌》                   | 1996年11月18日 | 曲目 1. 異鄉悲戀夢 2. 變變變 3. 空笑夢 4. 大節女 5. 相思燈 6. 錢 7. 回心轉意 8. 金包銀 9. 牛郎織女 10. 相思暝 |
| 《可愛可恨》               | 1997年12月24日 | 曲目 1. 甭擱憨 2. 秋風女人心 3. 福氣是命免人獒 4. 可愛可恨 5. 黃昏的故鄉 6. 淒涼固定的 7. 什麼號做愛 8. 病相思 9. 查甫人的心 10. 港邊惜別 |
| 《南哥的台灣料理精選輯》   | 1999年8月      | 曲目 1. 情場憨子 2. 空笑夢 3. 甭擱憨 4. 流浪之歌 5. 生命的太陽 6. 母親的名叫台灣 7. 金包銀 8. 異鄉悲戀夢 9. 可愛可恨 10. 一隻鳥仔哮啾啾 11. 多桑 12. 黃昏的故鄉 13. 抬頭一下看 14. 野玫瑰 15. 錢 16. 變變變 17. 太陽 18. 查甫人的心 19. 牛郎織女 20. 港邊惜別 |
| 《台灣南歌精選輯全員集合》 | 2004年12月10日 | 曲目 1. 人生借過 2. 山棧花 3. 人 4. 煙花情 5. 憨阿呆 6. 想你到天光 7. 愛甲超過 8. 金針花 9. 最後的探戈 10. 無人熟識 11. 感情債上歹還 12. 心在故鄉 |

#### 原聲帶
| 專輯名稱                       | 發行日期      | 曲目 |
| ------------------------------ | ------------- | --- |
| 《多桑》電影原聲帶             | 1994年7月20日 | 曲目 1. 太陽 2. 流浪之歌 3. 暗淡的月 4. 快樂碳礦夫 5. 多桑 6. 男兒哀歌 7. 望郎早歸 8. 牛會哺棕簑 |
| 《江山樓》電視劇原聲帶         | 2001年9月     | 曲目 1. 煙花情 2. 憨阿呆 3. 春花夢露 4. 心酸酸 5. 碎心花 6. 失婚的女人 7. 金針花 8. 人 9. 煙花情 10. 憨阿呆 |
| 《好運今年輪到我》電視劇原聲帶 | 2002年11月1日 | 曲目 1. 好運今年輪到我 2. 一笑天下 3. 傷心到深更 4. 眷戀 5. 過客 6. 落腳 7. 命運交響曲 8. 爭戰 9. 貪念 10. 沸騰 11. 天涯海角 12. 活著 13. 星光 14. 原夢 15. 磨難 16. 當下 17. 消逝 18. 動魄 19. 重見天日 20. 純種 21. 絲心 |
| 《台灣百合》電視劇原聲帶       | 2004年11月1日 | 曲目 1. 人生借過(台灣百合片頭曲) 2. 山棧花(台灣百合片尾曲) |
| 《亂世豪門》電視劇原聲帶       | 2008年9月     | 曲目 1. 亂世豪門(亂世豪門片頭曲) |

#### 單曲
- 1986年 蔡振南〈心事誰人知〉《雲門音樂系列1-故鄉的歌 走唱江湖)
- 1986年 蔡振南〈港邊惜別》《雲門音樂系列1-故鄉的歌 走唱江湖)
- 1986年 蔡振南〈不應該〉《雲門音樂系列1-故鄉的歌 走唱江湖)
- 1986年 蔡振南〈舊情綿綿〉《雲門音樂系列1-故鄉的歌 走唱江湖)
- 1986年 蔡振南〈悲情的運命》《雲門音樂系列1-故鄉的歌 走唱江湖)
- 2013年 閃靈feat.蔡振南《火燒島》
- 2015年 蔡振南《不應該》(電影《角頭》插曲)
- 2021年 蔡振南《風》(電視劇《斯卡羅》片尾曲)
- 2022年 蔡振南《乞求留下》(電視劇《孟婆客棧》插曲)
- 2022年 蔡振南《不捨》(電視劇《孟婆客棧》插曲)
- 2022年 蔡振南《命運的安排》(電視劇《孟婆客棧》插曲)
- 2022年 蔡振南 & 唐美雲《此時彼時》(電視劇《孟婆客棧》插曲)
- 2022年 蔡振南《阿爸的心願》(電視劇《孟婆客棧》插曲)
- 2022年 蔡振南《父愛難圓》(電視劇《孟婆客棧》插曲)

#### 幕後詞曲創作
- 《心事誰人知》
- 《金包銀》
- 《花若離枝》
- 《嘸免驚》
- 《漂丿七逃人》
- 《蔡秋鳳台語專輯1：袂看破—什麼樂》（1987年）

- 《蔡秋鳳台語專輯2：酒落喉—酒醉的滋味》（1987年）
- 《蔡秋鳳台語專輯3：船過水無痕—醉袂停》（1988年）
- 《蔡秋鳳台語專輯5：悲情的運命—酒矸仔伴—甭擱憨》（1989年）
- 《蔡秋鳳台語專輯6：金包銀》（1990年）
- 《蔡秋鳳台語專輯7：爛田準路》（1990年）

### 戲劇作品

#### 電影演出
| 年份           | 片名                           | 飾演                       |
| -------------- | ------------------------------ | -------------------------- |
| 1989年10月21日 | 《悲情城市》                   | 賣唱生                     |
| 1992年7月3日   | 《少年吔，安啦！》             | 南哥                       |
| 1993年         | 《戲夢人生》                   | 許夢冬                     |
| 1994年         | 《多桑》                       | 連清科Sega（吳念真的父親） |
| 1995年         | 《去年冬天》                   |                            |
| 1995年         | 《好男好女》                   | 阿南                       |
| 1999年         | 《條子阿不拉》                 | 豆乾                       |
| 1999年6月26日  | 《超級公民》                   | 阿德                       |
| 1999年         | 《匪諜大亨》                   |                            |
| 2000年11月     | 《運轉手之戀》                 | 協調會長                   |
| 2000年11月25日 | 《純屬意外》                   | 南哥                       |
| 2000年         | 《沙河悲歌》                   |                            |
| 2001年         | 《愛你愛我》                   | 明哥                       |
| 2003年         | 《黑狗來了》                   | 黑狗                       |
| 2004年         | 《生死速遞》                   |                            |
| 2006年         | 《指間的重量》                 |                            |
| 2009年         | 《霓虹心》                     | 警官                       |
| 2009年         | 《老徐的完結篇》               | 許仔                       |
| 2010年         | 《黑貓大旅社》                 | 唐老闆                     |
| 2010年3月12日  | 《眼淚》                       | 老郭                       |
| 2011年         | 《焉知水粉》                   | 包子店老闆阿旺             |
| 2011年1月28日  | 《雞排英雄》                   | 楊基                       |
| 2011年         | 《變羊記》                     | 宋定伯                     |
| 2011年         | 《阿銘岸邊釣魚》               |                            |
| 2012年         | 《南方小羊牧場》               | 影印店老闆                 |
| 2013年         | 《愛不走，愛不放手》           | 芊芸爸爸                   |
| 2014年         | 《山豬溫泉》                   | 正男                       |
| 2015年         | 《把我娶回家》                 | 呂師傅                     |
| 2015年         | 《很久沒有敬我了妳》           | 張三郎                     |
| 2015年         | 《缺角一族》                   | 鐺共伯                     |
| 2015年         | 《起來》                       |                            |
| 2015年         | 《角頭》                       | 勇桑，頂庄角頭老大         |
| 2018年         | 《花甲大人轉男孩》             | 鄭光輝                     |
| 2018年         | 《角頭2》                      | 勇桑，頂庄角頭老大         |
| 2018年         | 《鑰匙》                       | 廖本來                     |
| 2019年         | 《真愛神出來》                 |                            |
| 2021年         | 《當男人戀愛時》               | 阿成父親                   |
| 2022年         | 《你在我心上》                 | 蔡志常阿公                 |
| 2023年         | 《關於我和鬼變成家人的那件事》 | 林孝遠（孝哥）             |
| 2024年         | 《角頭—大橋頭》                | 勇桑，頂庄角頭老大         |
| 2024年         | 《愛情城事－第一劑疫苗》       | Michael爸                  |
| 2024年         | 《鬼們之蝴蝶大廈》             |                            |
| 2024年         | 《金盆洗手》                   |                            |
| 2025年         | 《恨女的逆襲》                 |                            |
| 2025年         | 《角頭—鬥陣欸》                | 勇桑，頂庄角頭老大         |
| 未定           | 《72小時莎到你》               |                            |

#### 劇集演出
| 年份           | 頻道       | 劇名                         | 飾演                       |
| -------------- | ---------- | ---------------------------- | -------------------------- |
|                |            | 《台灣歌謠劇場-為何心糟糟》  | 劉水梨                     |
| 1996年10月13日 | 台視       | 《同學，我懷孕了》           | 亞琪父                     |
| 1997年         | 台視       | 《添丁發財好運來》           | 陳添木                     |
| 1998年         | 中視       | 《新星星知我心》             | 許明達                     |
| 1998年         | TVBS歡樂台 | 《音樂愛情故事》             |                            |
| 2001年         | 台視       | 《江山樓》                   |                            |
| 2001年         | 公共電視   | 《97巷2號5樓 》              | 勇卒                       |
| 2002年         | 台視       | 《台灣英雄 斧頭將軍》        | 蔡根                       |
| 2003年         | 公共電視   | 《風中緋櫻》                 | 巫金墩                     |
| 2004年4月4日   | 台視       | 《求婚事務所》               | 鄭伯伯                     |
| 2004年11月1日  | 台視       | 《台灣百合》                 | 許番薯                     |
| 2004年12月27日 | 台視       | 《野球風雲》                 | 仙仔                       |
| 2004年4月1日   | 大愛電視   | 《心靈好手》                 |                            |
| 2005年         | 公共電視   | 《媽媽帶你去旅行》           |                            |
| 2007年         | 大愛電視   | 《撿稻穗系列-呼叫223》       | 美蓮父                     |
| 2007年8月30日  | 大愛電視   | 《回甘人生味》               | 柯福建                     |
| 2008年         | 公共電視   | 《誰來坐大位》               | 王俊男                     |
| 2009年3月20日  | 三立電視   | 《比賽開始》                 | 阿公                       |
| 2009年8月7日   | 三立電視   | 《那一年的幸福時光》         | 阿勝                       |
| 2009年         | 公共電視   | 《秋宜的婚事》               | 林父                       |
| 2010年6月5日   | 三立電視   | 《倪亞達》                   | 吳所為（倪亞達的外公）     |
| 2010年11月1日  | 台視       | 《家有四千金》               | 龐協榮（螃蟹）             |
| 2010年         | 客家電視台 | 《這屋三口》                 | 蔡俊男                     |
| 2011年9月21日  | 台視       | 《田英雄》                   | 李達官                     |
| 2011年         | 三立電視   | 《愛回來》                   | 陳有章（立祥和香妹的父親） |
| 2011年         | 大愛電視   | 《人間渡系列-乞丐許大願》    | 鄒清山                     |
| 2011年4月12日  | 華視       | 《艋舺燿輝》                 | 劉金豹                     |
| 2011年         | 中天電視   | 《戀戀阿里山》               | 長伯                       |
| 2012年         | 大愛電視   | 《生命花園》                 | 陳福山                     |
| 2012年7月20日  | 台視       | 《花是愛》                   | 吳三寶                     |
| 2012年4月6日   | 三立電視   | 《雨夜花》                   | 鐵枝（葉鐵雄，風沙幫老大） |
| 2012年6月27日  | 三立電視   | 《我們發財了》               | 江文強                     |
| 2012年         | 公共電視   | 《你是春風我是雨》           | 陳品添校長                 |
| 2014年3月7日   | 三立電視   | 《熱海戀歌》                 | 茂森                       |
| 2014年         | 緯來電視網 | 《把我娶回家》               | 呂師傅                     |
| 2015年         | TVBS歡樂台 | 《哇！陳怡君》               | 陳敬昇                     |
| 2016年         | 台視       | 《幸福不二家》               | 李火泰                     |
| 2017年         | 民視       | 《媽媽不見了》               | 許金龍                     |
| 2017年         | 台視       | 《植劇場－花甲男孩轉大人》   | 鄭光輝                     |
| 2017年         | 台視       | 《閱讀時光2-玫瑰玫瑰我愛你》 | 大鼻獅                     |
| 2018年         | 公視       | 《粗工阿全》                 | 萬哥                       |
| 2019年         | 三立都會台 | 《必勝大丈夫》               | 黃金發                     |
| 2021年         | 大愛       | 《觀音對我笑》               | 謝阿木                     |
| 2021年         | 民視       | 《孟婆客棧》                 | 湯伯                       |
| 2022年         | YouTube    | 《浪我在你身邊》             | 魚爸                       |
| 2023年         | 公視       | 《地獄里長》                 | 事業殿殿主                 |
| 2025年         | 公視       | 《我們與惡的距離 II》        | 簡光坤                     |

#### 舞台劇演出
| 年份   | 片名               | 飾演 |
| ------ | ------------------ | ---- |
| 2000年 | 《黑道害我真命苦》 |      |
| 2001年 | 《青春小鳥》       |      |
| 2003年 | 《人間條件》       |      |
| 2017年 | 《菲林的映畫光年》 |      |
| 2018年 | 《月夜情愁》       |      |

#### 配音
| 年份   | 歌手                           | 影片名稱       |
| ------ | ------------------------------ | -------------- |
| 2010年 | 行政院農業委員會林務局、張博鈞 | 《戀戀火金姑》 |

#### 短片
| 年份   | 影片名稱                             |
| ------ | ------------------------------------ |
| 2024年 | 《拍片人沒什麼事是吃火鍋不能解決的》 |

#### 旁白
| 年份   | 影片名稱       |
| ------ | -------------- |
| 2015年 | 《阿罩霧風雲》 |

## 音樂錄影帶演出
| 年份   | 歌手     | 曲名                   |
| ------ | -------- | ---------------------- |
| 2010年 | 林國慶   | 《無情的過去》         |
| 2013年 | 閃靈樂團 | 《火燒島》             |
| 2019年 | 茄子蛋   | 《Happy!!! 運將情歌》  |
| 2021年 | 告五人   | 《愛在夏天－盛夏之約》 |
| 2024年 | 許富凱   | 《乾杯乾杯》           |
| 2024年 | 潘信維   | 《查埔人一首歌》       |

## 節目主持

#### 電視節目
| 年份   | 頻道       | 節目           |
| ------ | ---------- | -------------- |
| 1998年 | TVBS       | 《台灣南歌》   |
|        | 衛視中文台 | 《正義的代價》 |
| 2005年 | 華視       | 《台灣力》     |

#### 廣播節目
| 年份   | 頻道         | 節目                             |
| ------ | ------------ | -------------------------------- |
| 1995年 | 綠色和平電台 | 《台灣香火》（與羅懿芬共同主持） |
| 1999年 | 中廣寶島網   | 《今夜有咱》（與羅懿芬共同主持） |
| 1999年 | 雲嘉廣播公司 | 《歡喜看台灣》                   |
| 2001年 | 綠色和平電台 | 《南歌人生》                     |

## 演唱會
- 1995年《暫別歌壇演唱會》
- 2003年《我的故事，我的歌－－蔡振南生命傳奇》
- 2009年《南得台灣歌 蔡振南說唱音樂會》巡迴演唱會

## 獎項紀錄

### 戲劇
| 年份   | 獲提名                       | 獎項                                 | 結果 |
| ------ | ---------------------------- | ------------------------------------ | ---- |
| 1994年 | 《多桑》                     | 第31屆金馬獎最佳電影歌曲與陳致成     | 獲獎 |
| 1994年 | 《多桑》                     | 希臘鐵薩隆尼基影展最佳男主角         | 獲獎 |
| 1999年 | 《條子阿不拉》               | 第36屆金馬獎最佳男配角               | 提名 |
| 2001年 | 《匪諜大亨》                 | 第36屆電視金鐘獎迷你劇集男配角獎     | 提名 |
| 2004年 | 大愛劇場－《心靈好手》       | 第39屆電視金鐘獎戲劇節目男配角獎     | 提名 |
| 2007年 | 大愛劇場－《呼叫223》        | 第42屆電視金鐘獎迷你劇集男配角獎     | 提名 |
| 2009年 | 《老徐的完結篇》             | 第46屆金馬獎最佳男配角               | 提名 |
| 2010年 | 《老徐的完結篇》             | 第12屆台北電影節最佳男配角           | 獲獎 |
| 2010年 | 公視人生劇展－《秋宜的婚事》 | 第45屆電視金鐘獎迷你劇集男主角獎     | 提名 |
| 2010年 | 《眼淚》                     | 第八屆羅馬電影節亞洲電影展最佳男主角 | 獲獎 |
| 2012年 | 大愛劇場—《生命花園》        | 第47屆電視金鐘獎戲劇節目男配角獎     | 提名 |
| 2017年 | 《媽媽不見了》               | 第52屆電視金鐘獎迷你劇集男配角獎     | 獲獎 |
| 2017年 | 《媽媽不見了》               | 2017年亞洲電視大獎最佳男主角獎       | 獲獎 |
| 2018年 | 《植劇場－花甲男孩轉大人》   | 第53屆電視金鐘獎戲劇節目男配角獎     | 提名 |
| 2022年 | 風《斯卡羅》                 | 第57屆電視金鐘獎主題歌曲獎           | 提名 |

### 音樂
| 年份   | 獲提名       | 獎項                               | 結果 |
| ------ | ------------ | ---------------------------------- | ---- |
| 1997年 | 《南歌》     | 第8屆金曲獎 最佳方言男演唱人獎     | 獲獎 |
| 1997年 | 《南歌》     | 第8屆金曲獎 最佳專輯製作人獎       | 獲獎 |
| 1997年 | 《南歌》     | 第8屆金曲獎 最佳流行音樂演唱唱片獎 | 獲獎 |
| 1998年 | 《可愛可恨》 | 第9屆金曲獎最佳方言男演唱人獎      | 獲獎 |
| 1998年 | 《可愛可恨》 | 第9屆金曲獎最佳專輯製作人獎        | 提名 |
| 1998年 | 《可愛可恨》 | 第9屆金曲獎最佳流行音樂演唱唱片獎  | 提名 |
| 1998年 | 《花若離枝》 | 第9屆金曲獎最佳作詞人獎            | 獲獎 |
| 1998年 | 《花若離枝》 | 第9屆金曲獎最佳專輯製作人獎        | 提名 |

### 廣播
| 年份   | 獲提名       | 獎項                         | 結果 |
| ------ | ------------ | ---------------------------- | ---- |
| 2005年 | 《南歌人生》 | 第40屆金鐘獎綜合節目主持人獎 | 提名 |
| 2005年 | 《南歌人生》 | 第40屆金鐘獎綜合節目獎       | 提名 |
| 2007年 | 《南歌人生》 | 第42屆金鐘獎綜合節目獎       | 獲獎 |
| 2008年 | 《南歌人生》 | 第43屆金鐘獎綜合節目獎       | 獲獎 |